# Xã Anamoose, Quận McHenry, Bắc Dakota
Xã Anamoose (tiếng Anh: Anamoose Township) là một xã thuộc quận McHenry, tiểu bang Bắc Dakota, Hoa Kỳ. Năm 2010, dân số của xã này là 64 người.